# کلیسای انجیل سرخ (تفلیس)
کلیسای انجیل سرخ (تفلیس) (ارمنی: Կարմիր Ավետարան եկեղեցի Karmir Avetaran Yekeghetsi؛ انگلیسی: Church of the Red Gospel Tbilisi؛  کارمیر وانک ارمنی: Կարմիր վանք یا کلیسای مریم مقدس شامکورتسوتس ارمنی: Շամքորեցոց Սուրբ Աստվածածին եկեղեցի Shamkoretsots Sourb Astvatsatsin Church؛ انگلیسی: Shamkor Inhabitants' Holy Mother of God Church) یک کلیسای جامع متعلق به کلیسای حواری ارمنی واقع در شهر تفلیس،  گرجستان می‌باشد. ساخت و ساز این ساختمان در سال 1775 میلادی؛ به پایان رسید. این بنا به سبک معماری ارمنی طراحی شده‌است.

## نگارخانه

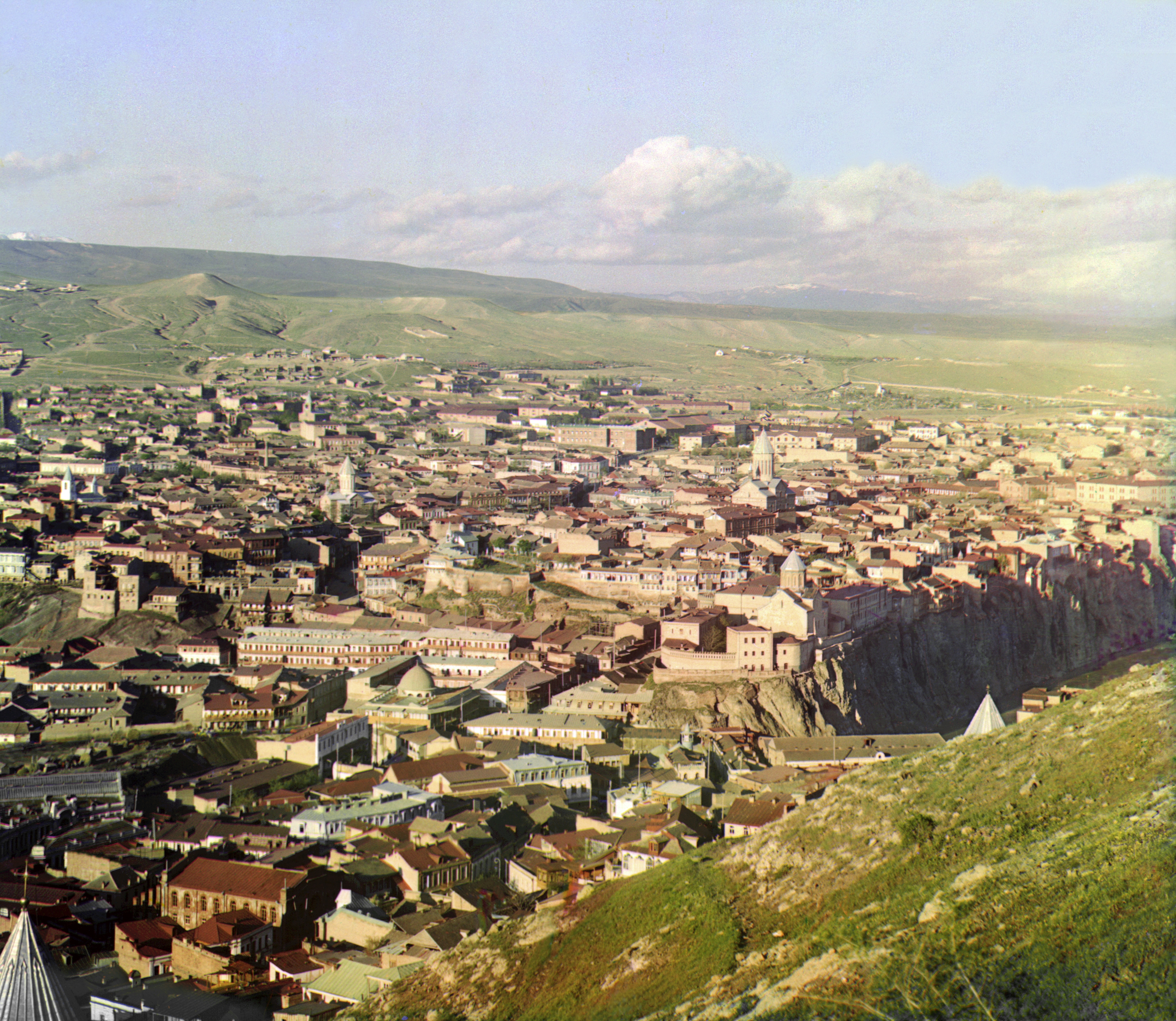
View of the church in historic Tbilisi
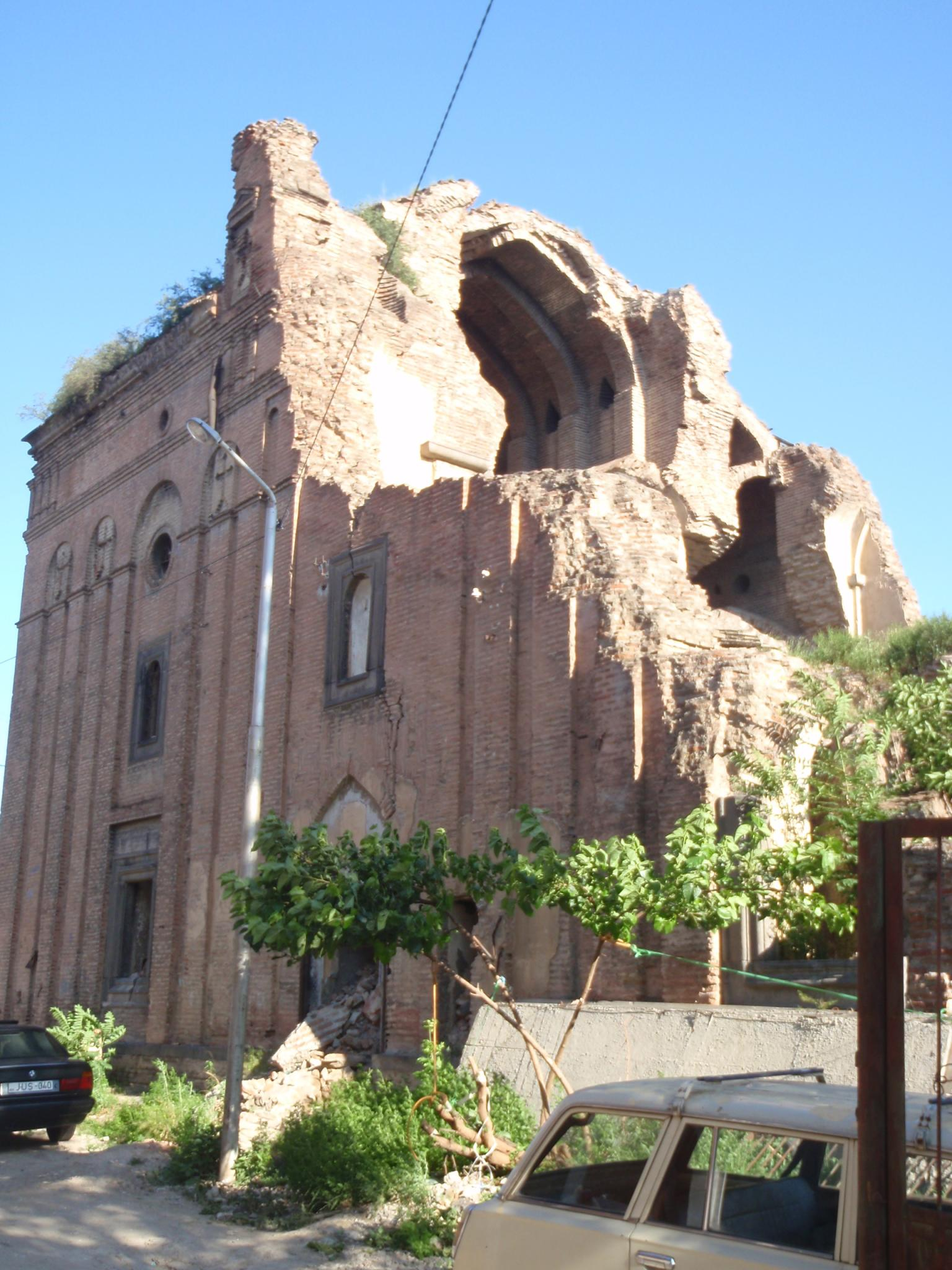
The ruins of the church after 1989
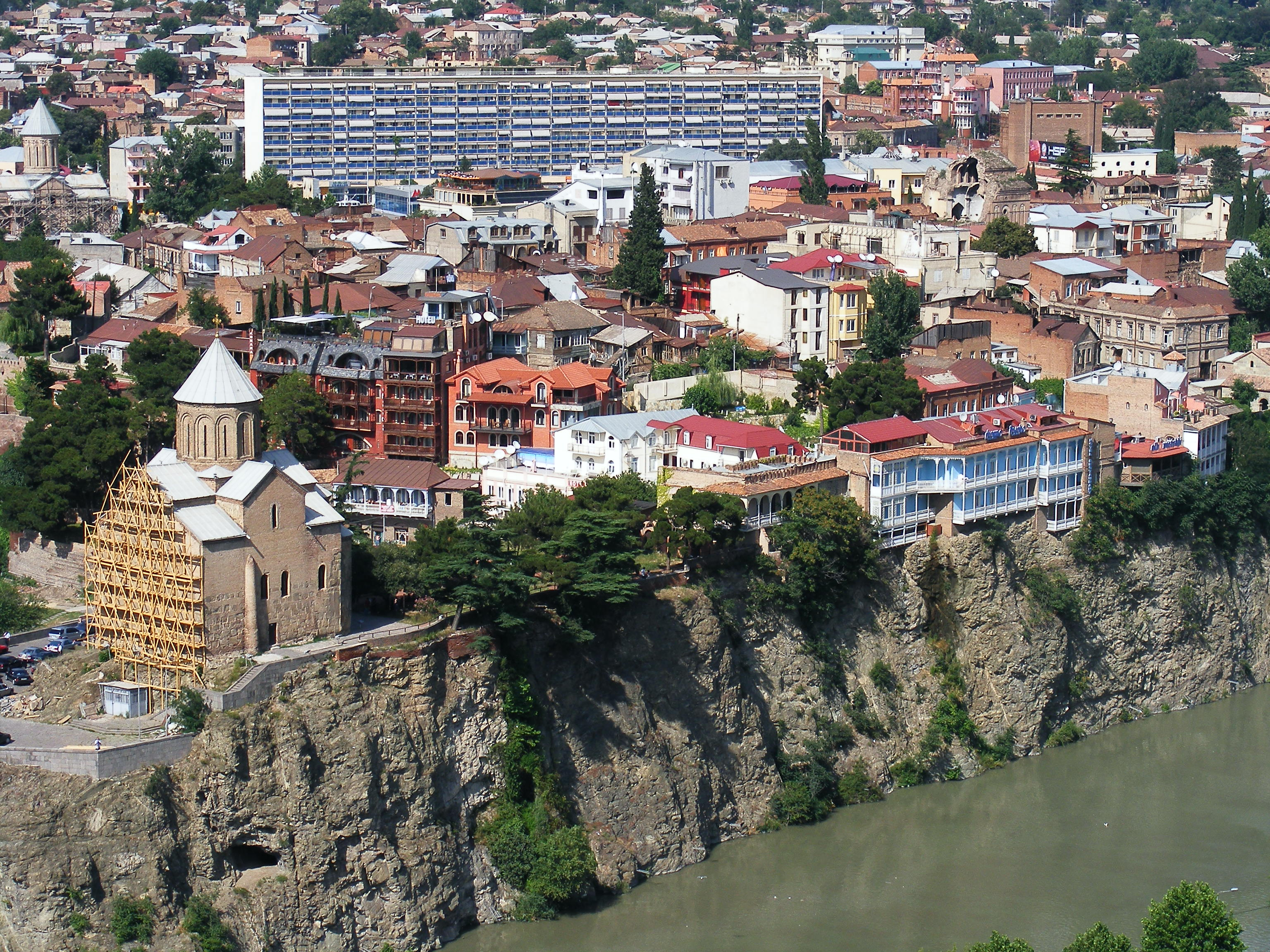
Location of the church (upper right) within the Avlabari district
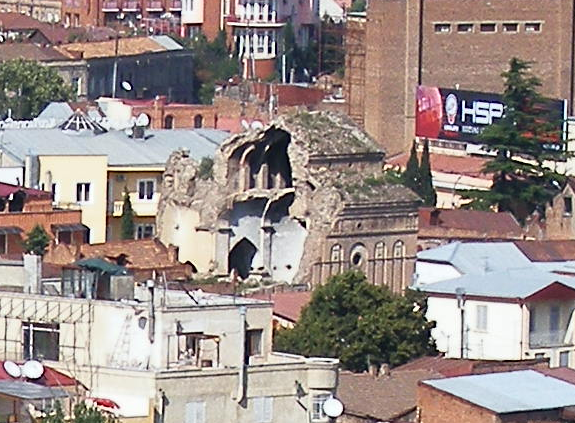
Closeup of the ruins
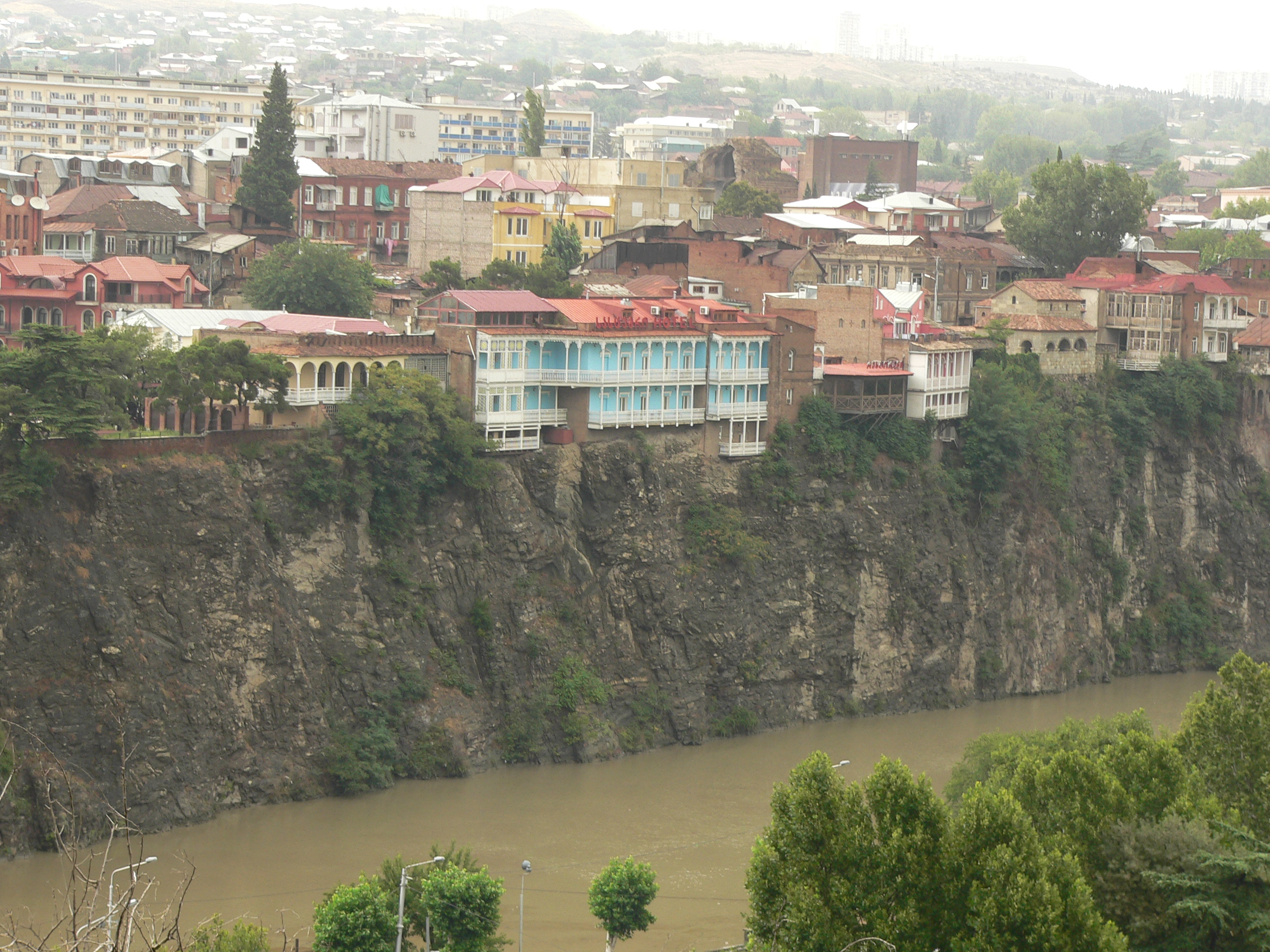
View of the ruins (top center right) from Narikala fortress
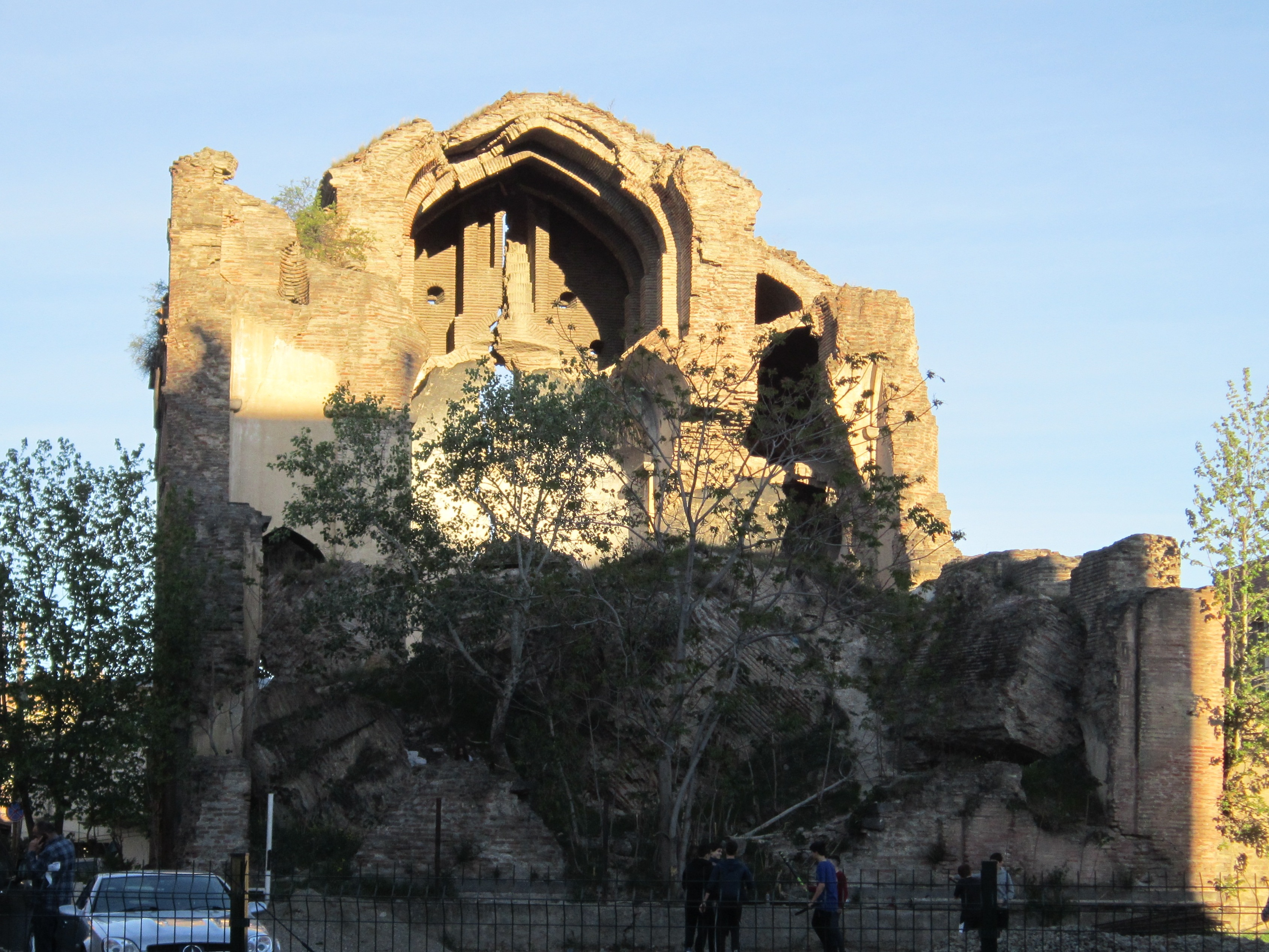
The ruins in 2016